# يوجين كونلي
يوجين كونلي (بالإنجليزية: Eugene Conley)‏ هو مغني أوبرا أمريكي، ولد في 12 مارس 1908 في لين في الولايات المتحدة، وتوفي في 18 ديسمبر 1981 في دينتون في الولايات المتحدة.

## وصلات خارجية
- يوجين كونلي على موقع IMDb (الإنجليزية)
- يوجين كونلي على موقع ميوزك برينز (الإنجليزية)
- يوجين كونلي على موقع قاعدة بيانات برودواي على الإنترنت (الإنجليزية)
- يوجين كونلي على موقع ديسكوغز (الإنجليزية)